# Jordbävningarna i El Salvador 2001
Jordbävningarna i El Salvador 2001 var två kraftiga jordbävningar i El Salvador som slog till 2001. Den första kom 13 januari, och den andra 13 februari.
Den 13 januari klockan 17:33:34 UTC inträffade en jordbävning uppmätt till 7,6 på Richterskalan (senare uppskattat till 7,7) till med epicentrum i havet cirka 100 kilometer sydväst om San Miguel, El Salvador (13.04N 88.66V) med ett djup på of 60 kilometer. Officiella uppgifter från februari talade om minst 944 döda och 5 565 skadade. Hundratusentals hus förstördes eller skadades.
Den 13 februari klockan 14:22:05 UTC kom nästa större jordbävning med en magnitud på 6,6 på Richterskalan. Epicentrum låg cirka 30 km öster om San Salvador (13.67N 88.93V) med ett djup på 10 km. (13.67N 88.93V) Minst 315 personer dog och 3399 skadades.
Skadorna i El Salvador blev oerhört stora. Enligt officiella siffror dog 1259 personer, 8964 skadades, 149563 hus förstördes, 185398 hus skadades. Viktig infrastruktur förstördes eller skadades: 2,647 skolor, 24 sjukhus, 28 vårdcentraler, 2300 kilometer väg och 75 % dricksvattennätet. Totalt drabbades 25 % av landets befolkning, 1,5 miljoner personer, av svåra förluster på grund av jordbävningarna.

### Fotnoter
1. 1 2  Senare justerad till 7.7 eller 7.9; se USGS Preliminary Earthquake Report och American Red Cross, for example.
2. ↑  Christian Aid. "El Salvador Earthquake: Emergency Update 02 Feb 2001" (press release), on ReliefWeb.int, 2 februari 2001.
3. ↑  ”Historic Earthquakes Magnitude 6.6 EL SALVADOR 2001 February 13 14:22:05 UTC”. USGS. Arkiverad från originalet den 30 augusti 2012. https://web.archive.org/web/20120830013832/http://earthquake.usgs.gov/earthquakes/eqarchives/year/2001/2001_02_13.php. Läst 31 juli 2012.
4. ↑  ”El Salvador AFSC El Salvador earthquake response: Two years later - An assessment and report”. Reliefweb. 15 maj 2003. http://reliefweb.int/report/el-salvador/afsc-el-salvador-earthquake-response-two-years-later-assessment-and-report.